# غاليريوس
غاليريوس فاليريوس ماكسيمينوس هو إمبراطور روما بين عامي 305 و 311 ميلادي. عرف كجندي قوي وخاض حروبا ضد الجرمان والفرس، وكان تابعا مخلصا للإمبراطور ديوكلتيانوس، إلا أنه لم يكن مؤثرا في حكمه للإمبراطورية. عرف عنه اضطهاده للمسيحيين.

## الجندي
كان مولده في سارديكا (وهي الآن صوفيا في بلغاريا) في تراقيا، وتبع في البداية مهنة أبيه في الرعي، ومنها أتى اسم عائلته الأصلي وهو أرمنتاريوس، وأتى من أرمنتوم armentum وتعني قطيع. وأظهر براعته كجندي في حكم أورليان وبروبوس، ومنحه ديوكلتيان لقب قيصر في 1 مارس 293 ميلادي مع قسطنطيوس كلوروس، كما تزوج من فاليريا ابنة ديوكلتيان، واؤتمن على إدارة الأقاليم الإيليرية بعد تقسيم الامبراطورية، واستقر في سيرميوم. شن عدة هجمات على الجرمان في حوض الدانوب الأسفل بين عامي 293 و295، وانتصر عليهم في عدة مواقع. عندما بدأت الحرب مع فارس في عام 296 ميلادي، تم نقله من الدانوب إلى الفرات، وانتهت حملته الأولى بهزيمة نكراء قرب كالينيكوم، ولكنه تقدم عبر الجبال في أرمينيا في السنة التالية وحقق نصرا حاسما على قوات الشاه نرسي وأجبره على عقد السلام.

## حكم الإمبراطورية
في عام 305 ميلادي، وبعد تنحي ديوكلتيان ومكسيميانوس عن العرش، أعلن نفسه إمبراطورا على الفور واتخذ لقب أغسطس، مع زميله السابق قسطنطيوس، ومنح لقب قيصر إلى ابن أخيه دايا وإلى تابعه الوفي فلافيوس فاليريوس سيفيروس، وكان يأمل أن يصبح السيد الأوحد على كل البلاد الرومانية بعد موت قسطنطيوس. إلا أن هذه الخطة باءت بالفشل عندما انتفض قسطنطين ابن قسطنطيوس فجأة في إيبوراكوم (يورك) بعد موت أبيه عام 306. كما بدأ ماكسنتيوس ابن ماكسيميانوس ثورة في إيطاليا، حيث اختاره مجلس الشيوخ والبرايتوريون إمبراطورا، إذ كانوا مستائين من سياسة غاليريوس بوضع روما ضمن الضرائب الإقليمية. حاول أن يغزو شبه الجزيرة الإيطالية عام 307 ميلادي ليساند تقسيم الإمبراطورية كما وضعها ديوكلتيان، إلا أن الغزو لم يتكلل بالنجاح، إذ هجرته معظم قواته وقتل صديقه سيفيروس، الذي أشركه في حكم الإمبراطورية الغربية زمن تمرد ماكسنتيوس. ثم رفع مرتبة صديقه فاليريوس ليكينيانوس ليكينوس إلى أغسطس. إلا أنه لم يتمكن من السيطرة على الموقف في إيطاليا أو الغرب، حيث كانت أقاليم الدولة شبه مستقلة بذاتها، وكرس السنوات اللاحقة من حياته للهو والمباهج وتنفيذ بعض أعمال المرافق العامة. توفي غاليريوس في مايو 311 ميلادي في منطقة الدانوب.

## السياسة الدينية
تم نشر أول مرسوم شهير لاضطهاد المسيحيين بناء على طلب غاليريوس في 24 فبراير 303 ميلادي، وهو أحد أربعة مراسيم ضد المسيحية، حيث كان غاليريوس وثنيا متعصبا، وكانت المسيحية تتقدم بين أفراد الجيش والمواطنين. وتم تطبيق هذه المراسيم في الشرق أكثر من الغرب قبل أن يصبح إمبراطورا، وعرف عنه العنف والدموية. وقد أبقى على هذه السياسة القمعية حتى ظهور مرسوم التسامح العام في 30 أبريل 311 في نيقوميديا، وتم إصداره باسمه واسم ليكينوس وقسطنطين، ويعتقد أنه شعر بالتهديد بسبب تحالف قسطنطين وماكسينتيوس. وكان الكتاب المسيحيون في عصره، وبالأخص لاكتانتيوس، قد أدانوه بشدة بوصفه قائد آخر عملية اضطهاد كبرى ضد المسيحيين.